# Jan Swoboda
Jan Swoboda (ur. 14 maja 1895 w Krakowie, zm. 1940 w Kalininie) – major piechoty Wojska Polskiego i nadkomisarz Policji Państwowej, jedna z ofiar zbrodni katyńskiej.

## Życiorys
Syn Edwarda i Anieli z Combrów. Ukończył seminarium nauczycielskie w Rzeszowie i austriacką szkołę oficerską. Od 24 grudnia 1918 do 30 kwietnia 1936 roku w Wojsku Polskim, początkowo w 5 Dywizji Syberyjskiej, uczestnik wojny polsko-bolszewickiej. Następnie służył w 82 Syberyjskim pułku piechoty (1922–1928) i 24 pułku piechoty (1932–1935). Na stopień majora został mianowany ze starszeństwem z 19 marca 1939 i 74. lokatą w korpusie oficerów rezerwy piechoty.
W listopadzie 1935 został przydzielony na praktykę w Policji Państwowej. 23 kwietnia 1936 został mianowany z dniem 1 maja 1936 nadkomisarzem i komendantem powiatowym w powiecie zamojskim. Na tym stanowisku pełnił służbę do września 1939. 
Po agresji ZSRR na Polskę w 1939 roku znalazł się w niewoli radzieckiej w specjalnym obozie NKWD w Ostaszkowie. Zamordowany przez NKWD wiosną 1940 roku jako jedna z ofiar zbrodni katyńskiej. Pochowany w Miednoje.

## Awans pośmiertny
4 października 2007 roku Jan Swoboda został pośmiertnie awansowany na stopień podinspektora Policji Państwowej.

## Ordery i odznaczenia
- Krzyż Walecznych (dwukrotnie: po raz pierwszy w 1921)[6]
- Medal Niepodległości (2 sierpnia 1931)[7]
- Srebrny Krzyż Zasługi (dwukrotnie)
- Medal Pamiątkowy za Wojnę 1918–1921
- Medal Dziesięciolecia Odzyskanej Niepodległości